# Class CNBC
Class CNBC – włoski telewizyjny kanał informacyjny, wyspecjalizowany w tematyce ekonomicznej. Powstał w roku 2000 jako CFN. W kwietniu 2001 zmienił nazwę na CFN-CNBC, zaś w 2005 przyjął obecną nazwę. 
Głównym udziałowcem stacji jest włoska grupa medialna Class Editori, natomiast jej mniejszościowymi partnerami są koncern NBC Universal (globalny właściciel marki CNBC) oraz największy prywatny nadawca telewizyjny we Włoszech, firma Mediaset. Kanał działa na podobnych zasadach jak jego polska stacja siostrzana, TVN CNBC - choć redakcja może swobodnie korzystać z materiałów całej sieci CNBC, cała ramówka tworzona jest lokalnie we Włoszech. Newsroom kanału i jego główne studia znajdują się w Mediolanie. 
Stacja dostępna jest w przekazie satelitarnym (na platformie cyfrowej Sky Italia) oraz w Internecie. Można ją również znaleźć w wielu włoskich sieciach kablowych.